# Villafontana
Villafontana is een plaats (frazione) in de Italiaanse gemeente Bovolone.